# Œuvre scientifique de Philipp Schwartz
En tant que scientifique, le professeur de pathologie Philipp Schwartz (1894-1977) a consacré la majeure partie de sa carrière à l'étude du traumatisme cérébral d'origine obstétrical.
Il a également publié sur la neuropathologie, la tuberculose et la gériatrie.

## Publications médicales

### Sur le traumatisme cérébral d'origine obstétrical

#### Années 20-30
- 1921 : (de) Philipp Schwartz, « Die Ansaugungsblutungen im Gehirn Neugeborener », Zeitschrift für Kinderheilkunde,‎ avril 1921 (DOI 10.1007/BF02222369)

- 1921 : (de) Philipp Schwartz, « Die traumatische Gehirnerweichung des Neugeborenen. », Zeitschrift für Kinderheilkunde, vol. 31,‎ 1921, p. 51-79 (DOI 10.1007/BF02222762)
- 1921 : (de) Philipp Schwartz, « Die geburtsschädigungen des gehirns und die Virchowsche Encephalitis interstitialis congenita. », Centralblat.allg.path.u.path.anat,‎ 1921, p. 32-57
- 1922 : (de) Philipp Schwartz, « Die traumatische geburtsschädigung des gehirns. », München.Med.Wschr, vol. 69,‎ 1922, p. 1110
- 1924 : (de) Philipp Schwartz, « Traumatische schädigung des gehirns bei der geburt und pathologie des frühesten kindesalters », Deutsche Medizinische Wochenschrift,‎ 1924, p. 1375-1377 (DOI 10.1055/S-0028-1133901)
- 1924 : (de) Philipp Schwartz et J. Berberich, « Experimentelle untersichungen zur Frage des Geburtsstraumas. : Tagung der südwestdeutschen Pathologen am 26 und 27 IV, 1924. », Zentralblatt für pathologie,‎ 1924, p. 34-621
- 1924 : (de) Philipp Schwartz et Alfred Stern, « Klinisches zum geburtstrauma », Klinische Wochenschrift,‎ 1924, p. 931-934 (DOI 10.1007/BF01747389)
- 1924 : (de) Philipp Schwartz, « Erkrankungen des zentralnervensystems nach traumatischer geburtsschädigung », Zeitschrift für die gesamte Neurologie und Psychiatrie,‎ 1924, p. 263-468 (DOI 10.1007/BF02901326)
- 1925 : (de) Philipp Schwartz, « Angeborenen erkrankungen des Zentralnervensystems und Geburtstrauma. », Folia Oto-Laryngologica,‎ 1925, p. 24:16
- 1925 : (de) Philipp Schwartz et Lotte Fink, « Morphologie und Entstehung der geburtstraumatischen Blutungen in Gehirn und Schädel des Neugeborenen », Zeitschrift für Kinderheilkunde, vol. 40,‎ 1925, p. 427-474 (DOI 10.1007/BF02225592)
- 1926 : (de) Philipp Schwartz, « Die verfettungen im zentralnervensystem neugeborener », Zeitschrift für die gesamte Neurologie und Psychiatrie volume, vol. 100,‎ 1926, p. 713-737 (DOI 10.1007/BF02970951)
- 1926 : (de) Philipp Schwartz, « Die geburtstraumatische Schädiging des Kopfes Neugeborener und ihre Bedeutung für die Pathologie », Monatsschrift Kinderheilkunde,‎ 1926, p. 34:511
- 1927 : (de) Philipp Schwartz, « Die traumatischen Schädigungen des Zentralnervensystems durch die Geburt. Anatomische Untersuchungen », dans F. Kraus, O. Minkowski, Fr. Müller, H. Sahli, A. Czerny, O. Heubner, L. Langstein, Erich Meyer, A. Schittenhelm, Ergebnisse der Inneren Medizin und Kinderheilkunde, Springer-Verlag, 1927 (ISBN 978-3-662-33020-3 et 978-3-662-32193-5, DOI 10.1007/978-3-662-33020-3_4)
- 1928 : (de) Philipp Schwartz, « Geburtshilfe und Hirnschädigungen durch die geburt. », Zentralblatt für Gynäkologie, vol. 52,‎ 1928, p. 2116
- 1930 : (de) Philip Schwartz, « Hirnbefunde bei Neugeborenen », Deutsche Zeitschrift für die gesamte gerichtliche Medizin, vol. 15,‎ 1930, p. 58-74 (DOI 10.1007/BF01751317)

#### Années 50-60
- 1949 : (en) Philipp Schwartz, « Sub-ependymal cysts of the caudate nucleus ; a typical birth injury », Harefuah, vol. 37,‎ 1949, p. 168-170 (PMID 15404200)
- 1956 : (en) Philipp Schwartz, « Birth injuries of the newborn. Morphology, pathogenesis, clinical pathology and prevention of birth injuries of the newborn », Archives of Pediatrics, vol. 73, no 12,‎ 1956, p. 429-450 (PMID 13395679)
- 1958 : (en) Philipp Schwartz, « Birth injury as a cause of "status marmoratus" », Archives of Pediatrics, vol. 75, no 2,‎ 1958, p. 45-66 (PMID 13509847)
- 1958 : (en) Philipp Schwartz, « Virchow's congenital encephalomyelitis of the newborn. A basic but neglected problem. », Archives of Pediatrics, vol. 75, no 5,‎ 1958, p. 175-202 (PMID 13534963)
- 1959 : (en) Philipp Schwartz, « Cerebrospinal birth injury : types, causes, pathogenesis, consequences, and prevention », Mental retardation. Proceedings of the first international medical conference at Portland, Maine,‎ 1959, p. 132-166
- 1960 : (en) Philip Schwartz, « Recent concepts in physiology and pathology of the newborn », Archives of Pediatrics, vol. 77, no 9,‎ 1960, p. 353-356 (PMID 3749119)
- 1961 : Philipp Schwartz, « Les traumatismes cérébro-spinaux de la naissance. 1-Types, causes, pathogénie et conséquences », La Presse Médicale, vol. 69,‎ 22 février 1961, p. 394-397 (PMID 13749120)
- 1961 : Philipp Schwartz, « Les traumatismes cérébro-spinaux de la naissance. 2-Développement des lésions cérébro-spinales obstétricales. Prévention et correction des traumatismes obstétricaux. », La Presse Médicale, vol. 69,‎ 11 mars 1961, p. 529-532 (PMID 13749121)
- 1964 : (de) Philip Schwartz, Geburtsschäden bei Neugeborenen : Bericht über morphologische, pathogenetische und klinische Untersuchungen bei Geburtsschäden mit Vorschlägen zu ihrer Verhütung, Gustav Fischer, 1964 (OCLC 63878541, lire en ligne)
- 1965 : (en) Philipp Schwartz, « Cerebral birth injury in the United States », Proceedings of the Rudolf Virchow Medical Society in the City of New York,‎ 1965, p. 60-85 (PMID 5260824)

#### Années 70
- 1972 : (en) J.Minkler, Philipp Schwartz et G-W. Anderson, Pathology of the Nervous System, New-York, McGraw-Hill, 1972 (OCLC 174528402), « Birth lesions of the nervous system. », p. 2926-2940
- 1973 : (de) Philipp Schwartz, « Alte und neue Beobachtungen zu perinatalen Läsionen bei Neugeborenen », Monatsschrift Kinderheilkunde,‎ 1973 (PMID 4751436)
- 1975 : (de) Philipp Schwartz, « Atemnot durch traumatische Läsionen bei Neugeborenen und Erwachsenen », Fortschritte der Medizin,‎ 1975 (PMID 1240072)
- 1976 : (de) Philipp Schwartz, « Akute und tödliche Atemnot aufgrund eines Traumas bei Neugeborenen und Erwachsenen », Monatsschrift für Kinderheilkunde,‎ 1976 (PMID 1264087)

### Sur l'ictère néonatal
- 1924 : (de) Philip Schwartz, « Icterus neonatorum », Zeitschrift für klinische Medizin,‎ 1924, p. 100-117

### Sur le métabolisme du fer
- 1924 : (de) Philipp Schwartz, R. Baer et J. Weiser, « Histologische Untersuchungen über den Eisenstoffwechsel im frühen Säuglingsalter », Zeitschrift für Kinderheilkunde, vol. 37,‎ 1924, p. 167-191 (DOI 10.1007/BF02225279)

### Sur la neuropathologie
- 1925 : (de) Philipp Schwartz, « Zur Anatomischen Lokalisation und Ausdehnung von Erkrankungen des Grosshirns », Klinische Wochenschrift, vol. 4,‎ 1925, p. 349-353 (DOI 10.1007/BF01745257)
- 1927 : (de) Philipp Schwartz et H-R. Klauer, « Diffuse systematische, blastomatöse Wucherung des gliösen Apparates im Gehirn », Zeitschrift für die gesamte Neurologie und Psychiatrie volume, vol. 109,‎ 1927, p. 438-452 (DOI 10.1007/BF02870244)
- 1930 : (de) Philipp Schwartz et H. Cohn, « Eigenschaften der Ausdehnung anatomischer Erkrankungen im Zentralnervensystem », Zeitschrift für die gesamte Neurologie und Psychiatrie volume, vol. 126,‎ 1930, p. 1-93 (DOI 10.1007/BF02864092)
- 1932 : Philipp Schwartz, « Anatomische Typen der Hirngliome. », Nervenarzt, vol. 2,‎ 1932, p. 449

### Sur le pigment de formol
- 1926 : (de) Philipp Schwartz et R. Bieling, « Über Formalinpigment. Experimentelle Untersuchungen. », Zeitschrift für die gesamte experimentelle Medizin, vol. 52,‎ 1926, p. 678-687 (DOI 10.1007/BF02625394)

### Sur la tuberculose
- 1950 : (de) Schwartz Philipp, « Bronchialwandschädigungen durch tuberkulöse Lymphknoten und ihre Beziehungen zu primären Bronchialtumoren », Beiträge zur Klinik der Tuberkulose,‎ 1950 (DOI doi.org/10.1007/BF02298009)
- 1950 : (de) Philipp Schwartz, « Einbrüche tuberkulöser Lymphknoten in das Bronchialsystem und ihre pathogenetische Bedeutung », Beiträge zur Klinik der Tuberkulose und spezifischen Tuberkulose-Forschung, vol. 103,‎ 1950, p. 182-191 (DOI 10.1007/BF02298008)

### Autres publications
- (en) Philip Schwartz, « Cellular pathologic definition of benign and malignant tumors », Proceedings of Rudolf Virchow Medical Society in the City of New York,‎ 1960, p. 440

- 1972 : (de) Philipp Schwartz, Über die Notgemeinschaft deutscher Wissenschaftler im Ausland : vorgetragen am 2. internationalen Symposium zur Erforschung des deutschsprachigen Exils nach 1933, Kopenhagen, 17. August 1972, 1972 (OCLC 835826839, lire en ligne)
- 1973 : (de) Philipp Schwartz, « Der junge Virchow und die Entwicklung der Zytologie », Fortschritte der Medizin,‎ 1973 (PMID 4578490)
- 1973 : (de) Philipp Schwartz, « Der junge Virchow und die Entwicklung der Zelltheorie », Fortschritte der Medizin,‎ 15 mars 1973 (PMID 4573911)
- 1977 : (de) Philipp Schwartz, « Wissen und Gewissen. Umriss einer Menschenlehre », Fortschritte der Medizin,‎ 5 mai 1977 (PMID 858590)

### Livres médicaux
- 1930 : (de) Philipp Schwartz, Die Arten der Schlaganfälle des Gehirns und ihre Entstehung., Berlin, Springer, 1930 (OCLC 800478542, DOI 10.1007/978-3-642-90808-8)
- 1935 : (de) Philipp Schwartz, Empfindlichkeit und Schwindsucht, Leipzig, Barth., 1935 (OCLC 800478699)
- 1939 : (tr) Philipp Schwartz, Pathologik anatomia ders notları, Istanbul, Rıza Koşkun Basımevi, 1939 (OCLC 1185392222)
- 1940 : (tr) Philipp Schwartz et M. Erel, Insan akciger veremi bilgisine giriş, Istanbul, Kenan Basimevi ve Klişe Fabrikasi, 1940 (OCLC 1186513395)
- 1942 : (de) Philipp Schwartz, Über tuberkulöse postprimäre Startkomplexe, Schwabe Basel, 1942 (OCLC 1186436849)
- 1943 : (tr) Philipp Schwartz, Patoloji anatomi dersleri, Milliyet Kitabevi, 1943 (OCLC 1185505795)
- 1944 : (tr) Philipp Schwartz, Histopatologia, Istanbul, Milliyet Kitabevi, 1944 (OCLC 1185335098)
- 1945 : (tr) Philipp Schwartz et R. Rössler, Özel histopatologia dersleri., Istanbul, Koşkun, 1945 (OCLC 1185509460)
- 1945 : (tr) Philipp Schwartz, Selim ve habis urların muhtelif nevileri Kısım 1, Istanbul, Milliyet Kitabevi, 1945 (OCLC 1185332657)
- 1946 : (tr) Philipp Schwartz, Genel patoloji, Istanbul, Koskun, 1946 (OCLC 14724413)
- 1947 : (tr) Philipp Schwartz, Iltihab ; çeviren, Münevver Arsan, Istanbul, Kenan, 1947 (OCLC 14654115)
- 1948 : (tr) Philipp Schwartz, Autopsia tekniǧi, Istanbul, Istanbul Üniversitesi, Tıb Fakültesi Kenan Matbaası, 1948 (OCLC 724022638)
- 1948 : (de) Philipp Schwartz, Die automatische, endogene, lymphadeno-bronchogene Reinfektion in der Initialperiode der Tuberkulose., Istanbul, Matbaasi, coll. « Folia pathologica », 1948 (OCLC 14645863)
- 1948 : (tr) Philip Schwartz et Resat Garan, Hemoblastozlar, Istanbul, Adnan Kitabevi, 1948 (OCLC 1188559751)
- 1948 : (tr) Philipp Schwartz, Ur bilgisine giriş, Istanbul, Adnan Kitabevi, Beyazit, 1948 (OCLC 14663654)
- 1949 : (tr) Philipp Schwartz, Tüberkülozun başlangıç, devrinde otomatik, andojen, lenfadeno-bronkojen reenfeksiyon., Istanbul, Kenan Matbaası, 1949 (OCLC 1188165232)
- 1950 : (tr) Philipp Schwartz, Tümörlerin muhtelif nevileri., Istanbul, Fakülteler Matbaası, 1950 (OCLC 1185611199)
- 1952 : (de) Philipp Schwartz, Neue Beiträge zur Morphologie und Pathogenese der Lungenschwindsucht., Istanbul, Kenan Matbaasi, 1952 (OCLC 1283941210)
- 1953 : (de) Philipp Schwartz, Entzündung, Entzündungsbereitschaft und Immunität : eine motphologisch-pathogenetische Studie, Springer-Verl, coll. « Acta neurovegetativa. », 1953 (OCLC 600681514)
- 1959 : Philip Schwartz et André Ravina, Tuberculose pulmonaire rôle des ganglions lymphatiques., Paris, Masson, 1959 (OCLC 491309236)
- 1960 : (en) Philipp Schwartz, Pulmonary cancer and pulmonary tuberculosis : report on patho-anatomical and statistical inverstigations., Kopenhagen, Ejnar Munksgaard, 1960 (OCLC 918922826)
- 1961 : (en) Philipp Schwartz (préf. Sir Eardley Holland), Birth Injuries of the Newborn. Morphology, Pathogenesis, Clinical Pathology and Prevention, S.Karger-Basel, 1961 (ISBN 978-3-8055-1031-8, DOI 10.1159/isbn.978-3-318-04385-3)
- 1961 : (en) Philipp Schwartz, Cerebral Apoplexy ; types, causes and pathogenesis., Springfield, Charles C.Thomas, 1961 (OCLC 901825005)
- 1970 : (en) Philip Schwartz, Amyloidosis ; cause and manifestation of senile deterioration., Thomas, Springfield, 1970 (OCLC 63366)
- 1973 : (de) Philipp Schwartz, Der junge Virchow und die Entwicklung der Lehre von den Zellen, Verlag, 1973 (OCLC 695341469)

### Autres ouvrages
- 1972 : (de) Philipp Schwartz, [ein Bericht zur Verteilung an die Teilnehmer des zweiten Internationalen Symposiums zur Erforschung des deutschsprachigen Exils nach 1933, Kopenhagen, August 16-18, 1972], Kopenhagen, 16-18 aout 1972 (OCLC 256046093)

### A titre posthume
- 1995 : (de) Philipp Schwartz et Helge Peukert, Notgemeinschaft : zur Emigration deutscher Wissenschaftler nach 1933 in die Türkei, Metropolis, 1995 (ISBN 978-3-89518-038-5, OCLC 34872573)